# Hmilna, Kaniv
Hmilna (în ucraineană Хмільна) este localitatea de reședință a comunei Hmilna din raionul Kaniv, regiunea Cerkasî, Ucraina.

## Demografie
Componența lingvistică a localității Hmilna
     Ucraineană (99%)
     Alte limbi (1%)
Conform recensământului din 2001, majoritatea populației localității Hmilna era vorbitoare de ucraineană (99%), existând în minoritate și vorbitori de alte limbi.